# Björgvin Tómasson
Björgvin Tómasson, född 23 november 1956, är en isländsk orgelbyggare. Han har sin verkstad sedan 2005 i Stokkseyri, Island. Företaget heter Orgelsmiðja Björgvins Tómassonar.

## Biografi
Tómasson tog examen i komposition vid Musikhögskolan i Reykjavik 1977. Efter det började han undervisa i Varmárskolen i Mosfellssveit och musikskolan Mosfellshrepps. Hösten 1978 började Tómasson studera orgel- och hamoniumbyggeri i Tyskland. Hans lärare där var Reinhart Tzschöckel. Där fick han lära sig hur man byggde allt från små till stora orglar. Efter avlagd examen januari 1983 hos Orgelbau Fachschule, Ludwigsburg. Fortsatte han att arbeta hos sin lärare fram till 1986. Vid den här tiden byggdes flera orglar på Island och Björgvin deltog både i konstruktion och installation. Tidigare hade hans lärare Tzschöckel byggt flera orgelverk till isländska kyrkor under orgelföretaget E. F. Walcker & Cie.

### Medarbetare
Hösten 1993 började snickaren Jóhann Hallur Jónsson arbeta hos Tómasson. 2005 började snickaren Guðmundur Gestur Thorisson arbeta hos Tómasson.

### Orgelverk
Opus 1 till 6 är tillverkade i Dalatangi (Mosf..). Opus 7 är tillverkad i både Dalatangi och Blikastaðir. Opus 8 till 28 är tillverkade i Blikastaðir. Opus 29 till 35 är tillverkade i Stokkseyri. 
| Opus | År   | Ursprunglig kyrka             | Stift | Bild | Manualer | Pedal        | Stämmor | Bevarad orgel/fasad | Övrigt                                                          |
| ---- | ---- | ----------------------------- | ----- | ---- | -------- | ------------ | ------- | ------------------- | --------------------------------------------------------------- |
| 1    | 1988 | Akureyrarkirkja               |       |      | 1        | -            | 5       |                     | Invigdes 23 oktober 1988. Sålt 2013 till selt í Þorgeirskirkju. |
| 2    | 1989 | Ólafsfjarðarkirkja            |       |      | 2        | Självständig | 9       |                     | Invigdes 9 april 1989.                                          |
| 3    | 1989 | Fáskrúðsfjarðarkirkja         |       |      | 2        | Självständig | 9       |                     | Invigdes 2 december 1989.                                       |
| 4    | 1990 | Hrepphólakirkja               |       |      | 1        | -            | 6       |                     | Invigdes 22 april 1990.                                         |
| 5    | 1990 | Stóra-Núpskirkja              |       |      | 1        | -            | 7       |                     | Invigdes 11 november 1990. Såld 2010 till Þykkvabæ.             |
| 6    | 1991 | Leirárkirkja                  |       |      | 1        | Bihängd      | 6       |                     | Invigdes 14 april 1991.                                         |
| 7    | 1992 | Oddakirkja                    |       |      | 2        | Självständig | 10      |                     | Invigdes 19 januari 1992                                        |
| 8    | 1992 | Lágafellskirkja               |       |      | 2        | Självständig | 14      |                     | Invigdes 13 december 1992.                                      |
| 9    | 1993 | Fossvogur Bænhús              |       |      | 1        | -            | 5       |                     | Invigdes juni 1993.                                             |
| 10   | 1993 | Þóroddsstaðakirkja            |       |      | 1        | Självständig | 7       |                     | Invigdes 29 december 1993.                                      |
| 11   | 1994 | Digraneskirkja                |       |      | 2        | Självständig | 19      |                     | Invigdes 25 september 1994.                                     |
| 12   | 1995 | Frímúrarrareglan R.vík        |       |      | 2        | Självständig | 12      |                     | Invigdes 5 november 1995.                                       |
| 13   | 1995 | Eyrarbakkakirkja              |       |      | 2        | Självständig | 13      |                     | Invigdes 24 december 1995.                                      |
| 14   | 1996 | Þorlákskirkja                 |       |      | 2        | Självständig | 18      |                     | Invigdes 17 november 1996.                                      |
| 15   | 1997 | Hvanneyrarkirkja              |       |      | 1        | Bihängd      | 6       |                     | Invigdes 9 november 1997.                                       |
| 16   | 1997 | Grenivíkurkirkja              |       |      | 1        | Bihängd      | 6       |                     | Invigdes 12 oktober 1997.                                       |
| 17   | 1998 | Fríkirkjan í Hafnarfirði      |       |      | 1        | Bihängd      | 6       |                     | Invigdes 13 december 1998.                                      |
| 18   | 1998 | Breiðholtskirkja              |       |      | 2        | Självständig | 19      |                     | Invigdes 20 september 1998.                                     |
| 19   | 1999 | Seltjarnarneskirkja           |       |      | 2        | Självständig | 18      |                     | Invigdes 21 mars 1999.                                          |
| 20   | 1999 | Bessastaðakirkja              |       |      | 1        | Bihängd      | 6       |                     | Invigdes 25 december 1999.                                      |
| 21   | 2000 | Árbæjarkirkja                 |       |      | 2        | Självständig | 22      |                     | Invigdes 26 mars 2000.                                          |
| 22   | 2000 | Grafarvogskirkja              |       |      | 1        | Bihängd      | 6       |                     | Invigdes 18 juni 2000.                                          |
| 23   | 2001 | Hjallakirkja                  |       |      | 2        | Självständig | 27      |                     | Invigdes 25 februari 2001.                                      |
| 24   | 2001 | Skútustaðakirkja              |       |      | 1        | Bihängd      | 6       |                     | Invigdes 9 december 2001.                                       |
| 25   | 2002 | Möðruvallakirkja              |       |      | 1        | Bihängd      | 6       |                     | Invigdes 1 december 2002.                                       |
| 26   | 2002 | Laugarneskirkja               |       |      | 2        | Självständig | 28      |                     | Invigdes 7 december 2002.                                       |
| 27   | 2003 | Stokkseyrarkirkja             |       |      | 2        | Självständig | 14      |                     | Invigdes 12 oktober 2003.                                       |
| 28   | 2003 | Ingjaldshólskirkja            |       |      | 1        | Självständig | 7       |                     | Invigdes 14 december 2003.                                      |
| 29   | 2007 | Grindavíkurkirkja             |       |      | 2        | Självständig | 24      |                     | Invigdes 30 september 2007.                                     |
| 30   | 2008 | Frímúrarar Hafnarfirði        |       |      | 2        | Självständig | 5       |                     | Invigdes 12 oktober 2008.                                       |
| 31   | 2009 | Blöndúósskirkja               |       |      | 2        | Självständig | 21      |                     | Invigdes hösten 2009.                                           |
| 32   | 2010 | Björk Guðmundsdóttir (person) |       |      | 1        | -            | 3       |                     | Invigdes 2010.                                                  |
| 33   | 2010 | Leiguhljóðfæri                |       |      | 1        | -            | 3       |                     | Invigdes 2010.                                                  |
| 34   | 2013 | Vidalinskirkja                |       |      | 2        | Självständig | 20      |                     | Invigdes 20 oktober 2013.                                       |
| 35   | 2013 | Stóra Núpskirkja              |       |      | 1        | -            | 3       |                     | Invigdes 24 november 2013.                                      |